# Med Flory
Meredith Irwin Flory,  conocido como Med Flory (27 de agosto de 1926 - 12 de marzo de 2014), fue un destacado saxofonista estadounidense, además de actor de cine y televisión.

## Biografía
Flory nació en Logansport, Indiana en 1926, su madre fue organista y le indujo a aprender a tocar el clarinete cuando era niño. Durante la Segunda Guerra Mundial, Flory sirvió en las Fuerzas Aéreas de Estados Unidos como piloto. Al finalizar la contienda estudió filosofía en la Universidad de Indiana.
Comenzó su carrera musical tocando en las bandas de Claude Thornhill y Woody Herman a principios de los años 50, antes de formar su propia banda en Nueva York. En 1955 se mudó a California y fundó un nuevo grupo con el que participó en el Festival de Jazz de Monterey de 1958. A finales de los 50 tocó con Terry Gibbs y Art Pepper. Se inició en la interpretación participando en 29 episodios el espectáculo de variedades de ABC, The Ray Anthony Show, entre 1956 y 1957.
Durante los años 60, Flory tuvo poca actividad musical, dedicado a la interpretación y a la escritura de guiones, participó en numerosas películas y series de televisión entre las que cabe destacar Wagon Train, The Rifleman, Ripcord, Rawhide, Gunsmoke, Perry Mason, Maverick, The Virginian, Route 66, Bronco, Surfside 6, Mona McCluskey, Run Buddy Run, 77 Sunset Strip, The Dakotas, Destry, Lawman, Wendy and Me, It's a Man's World,  The Monroes, Cimarron Strip, Daniel Boone, Gomer Pyle, U.S.M.C., Bonanza, Mannix, Lassie, How the West Was Won, High Mountain Rangers, The Night of the Grizzly con Clint Walker y The Nutty Professor con Jerry Lewis.
A mediados de los 60 trabajó con Art Pepper y Joe Maini en la transcripción y arreglos de grabaciones de Charlie Parker y en 1972, cofundó el gripo Supersax, una banda tributo a Parker, cuyo primer trabajo, Supersax Plays Bird, ganó un Premio Grammy. Grammy Award. 
Flory falleció el 12 de marzo de 2014 en su residencia en North Hollywood, California, a los 87 años.